# 오쿠정 (오카야마현)
오쿠정(邑久町)은 오카야마현 오쿠군에 설치되었던 정이다. 현재의 세토우치시에 해당한다.